# Тверская газета (1909—1914)
Тверская газета — внепартийная газета, издававшаяся в Твери в 1909—1914 годах. Распространялась по подписке.
Основатель и редактор — Н. А. Озеров, представитель «осташковской» ветви дворян Озеровых. Первый номер газеты был выпущен в 1909 году; тираж в 3000 экземпляров был отпечатан в типографии кандидата коммерции, личного почётного гражданина, владельца магазина Н. М. Родионова
Целью газеты ставилось «всестороннее изучение Тверской губернии, её жизни и нужд и современного положения в ней торговли и промыслов». Также печаталась проза, поэзия и критика местных авторов. В газете начал публиковаться писатель-сатирик и поэт Михаил Козырев (№ 1, от 30 августа 1909 года).